# اوگوست آلبر
اوگوست آلبر (فرانسوی: Auguste Albert‎) قایقران قایق بادبانی اهل فرانسه بود.